# جبريل كوليبالي
جبريل كوليبالي (بالفرنسية: Djibril Coulibaly)‏ هو لاعب كرة قدم مالي في مركز الهجوم، ولد في 8 نوفمبر 1986 في باماكو في مالي. لعب مع النادي الأهلي وبرسيب باندونغ وريال باماكو.

## وصلات خارجية
- جبريل كوليبالي على موقع قاعدة بيانات كرة القدم.إي يو (الإنجليزية)
- جبريل كوليبالي على موقع Soccerway.com (الإنجليزية)